# St. Croix Islands
Die St. Croix Islands sind eine Inselgruppe, die in der zur Republik Südafrika gehörenden Algoa Bay liegen.

## Beschreibung
Der Archipel besteht aus den folgenden Inseln:
- St. Croix Island (3,9 km vom Festland entfernt)[1] als Hauptinsel, sowie den kleineren Nebeninseln
- Brenton Island (1,75 km vom Festland entfernt)[1]
- Jahleel Island (etwa 1 km vom Festland entfernt vor dem Hafen Ngqura)[1]

Alle drei Inseln sind unbewohnte, karg bewachsene Felsen. Die höchste Erhebung (58 m) befindet sich an der Nordküste von St. Croix Island.
Die namengebende Hauptinsel hat eine Fläche von 12 ha, die beiden etwa gleich großen Nebeninseln umfassen jeweils ca. 5 ha.

## Geschichte
Zusammen mit den benachbarten Bird Islands (Bird Island, Seal Island und Stag Island) wurde die Inselgruppe im März 1488 von dem portugiesischen Seefahrer Bartolomeu Dias entdeckt. Dieser errichtete im März 1488 auf der größten Insel ein Kreuz und feierte dort eine Messe. Er nannte diese Insel portugiesisch Ilheu da Cruz, daher heißt sie bis heute St. Croix Island („Insel des Heiligen Kreuzes“). Die beiden Nebeninseln tragen den Vor- und den Nachnamen des britischen Vizeadmirals Jahleel Brenton, der von 1815 bis 1821 Marinekommissar am Kap war.

## Fauna
Die Inseln sind wichtige Brutplätze von Seevögeln, insbesondere der gefährdeten Brillenpinguine. Auf St. Croix befindet sich die mit ca. 21.000 Individuen weltweit größte Kolonie dieser einzigen in Afrika vorkommenden Pinguinart. Ferner brüten hier eine Vielzahl weiterer Seevogelarten.